# Jardiner de capell negre
El jardiner de capell negre (Ailuroedus melanocephalus) és un ocell de la família dels ptilonorínquids (Ptilonorhynchidae).

## Hàbitat i distribució
Habita els boscos de les muntanyes del sud-est de Nova Guinea.

## Taxonomia
Considerat coespecífic d'Ailuroedus melanotis, ha estat ubicat a la seua pròpia espècie arran la revisió d'Irestedt et al. (2015).